# 初酒
「初酒」（はつざけ）は、日本の女性アイドル・演歌歌手である岩佐美咲の楽曲。楽曲は秋元康により作詞、早川響介により作曲されている。2015年4月29日に岩佐の4作目のシングルとして徳間ジャパンコミュニケーションズから発売される。

## リリースと背景
楽曲のシングルCDは初回限定盤、通常盤の2種類がリリースされる。初回限定盤にはDVDが付属している。CDの収録曲およびジャケットは初回限定盤と通常盤で異なっている。
シングルのカップリング曲にはAKB48が、2・3月にNHK『みんなのうた』で放送された「履物と傘の物語」を岩佐美咲一人の歌唱カバーが収められる。通常盤には「鞆の浦慕情」に引き続き、楽曲を演歌バージョンにして収録されており、本作では映画『アナと雪の女王』主題歌の「レット・イット・ゴー〜ありのままで〜」である。AKB48以外の楽曲を演歌バージョンにするのは、今作が初である。また、初回限定盤にはフォークソンググループ・シグナルの「20歳のめぐり逢い」のカバーが収録されている。
楽曲のミュージックビデオは京都市内で撮影された。(嵐山・嵯峨野にある竹林の小怪、伏見稲荷大社の千本鳥居、月桂冠大倉記念館、京町おくど「十二屋」)

## 歌詞
今年1月に20歳の誕生日を迎えた岩佐らしく“初めてのお酒”をテーマにした内容となっている。

## チャート成績
「初酒」のシングルCDは、2015年5月11日付オリコン週間シングルチャートにおいて初登場で13位にランクインした。初動売上は約1.6万枚であった。同日付のオリコン週間演歌・歌謡シングルチャートでは1位となった。

## シングル収録トラック

### 初回限定盤
| #  | タイトル                                              | 作詞     | 作曲       | 編曲           |
| -- | ----------------------------------------------------- | -------- | ---------- | -------------- |
| 1. | 「初酒」                                              | 秋元康   | 早川響介   | 野中“まさ”雄一 |
| 2. | 「履物と傘の物語 〈岩佐美咲バージョン〉」             | 秋元康   | 片桐周太郎 | 佐々木裕       |
| 3. | 「20歳のめぐり逢い」                                  | 田村功夫 | 田村功夫   | 若田部誠       |
| 4. | 「初酒（カラオケ）」                                  |          |            |                |
| 5. | 「履物と傘の物語 〈岩佐美咲バージョン〉（カラオケ）」 |          |            |                |
| 6. | 「20歳のめぐり逢い（カラオケ）」                      |          |            |                |

| #  | タイトル              | 作詞 | 作曲・編曲 |
| -- | --------------------- | ---- | ---------- |
| 1. | 「初酒 MUSIC VIDEO」  |      |            |
| 2. | 「初酒 MAKING VIDEO」 |      |            |

### 通常盤
| #  | タイトル                                                                | 作詞       | 作曲                                                 | 編曲           |
| -- | ----------------------------------------------------------------------- | ---------- | ---------------------------------------------------- | -------------- |
| 1. | 「初酒」                                                                | 秋元康     | 早川響介                                             | 野中“まさ”雄一 |
| 2. | 「履物と傘の物語 〈岩佐美咲バージョン〉」                               | 秋元康     | 片桐周太郎                                           | 佐々木裕       |
| 3. | 「レット・イット・ゴー〜ありのままで〜 〈演歌バージョン〉」             | 高橋知伽江 | クリスティン・アンダーソン＝ロペス、ロバート・ロペス | 増田武史       |
| 4. | 「初酒（カラオケ）」                                                    |            |                                                      |                |
| 5. | 「履物と傘の物語 〈岩佐美咲バージョン〉（カラオケ）」                   |            |                                                      |                |
| 6. | 「レット・イット・ゴー〜ありのままで〜 〈演歌バージョン〉（カラオケ）」 |            |                                                      |                |